# 蒙塔尔多斯卡兰皮
蒙塔尔多斯卡兰皮（義大利語：Montaldo Scarampi），是意大利阿斯蒂省的一个市镇。总面积6.66平方公里，人口787人，人口密度118.2人/平方公里（2009年）。ISTAT代码为005074。